# Буков
Буков (нім. Buckow) — місто в Німеччині, розташоване в землі Бранденбург. Входить до складу району Меркіш-Одерланд. Складова частина об'єднання громад Меркіше-Швайц.
Площа — 14,31 км2. Населення становить 1474 ос. (станом на 31 грудня 2020).

## Галерея

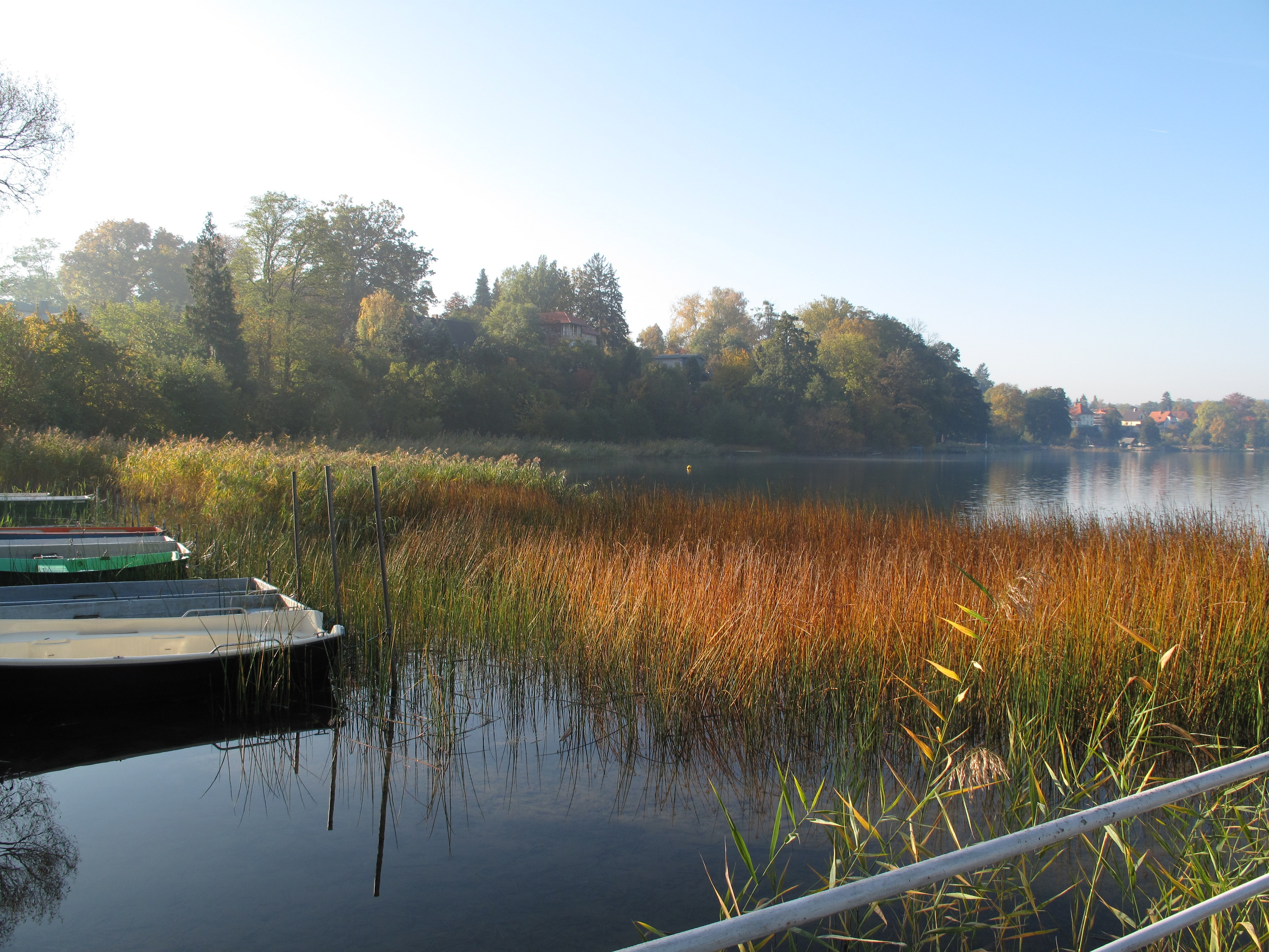
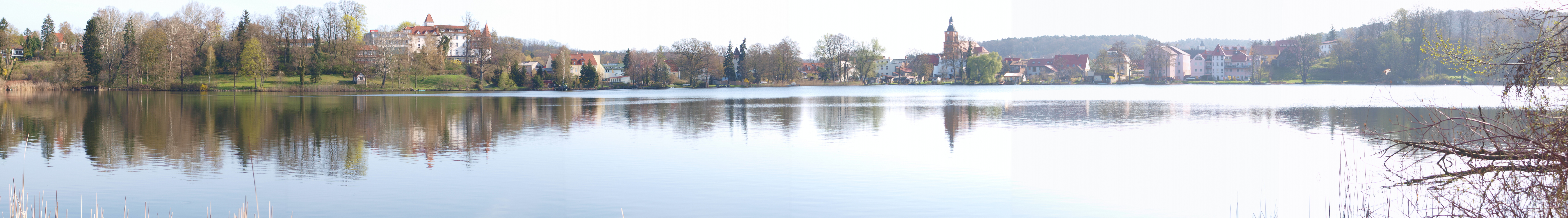
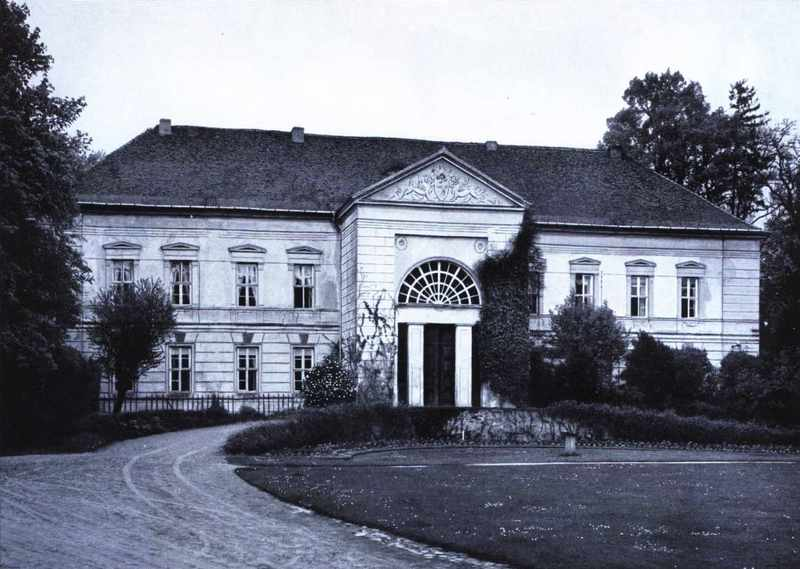
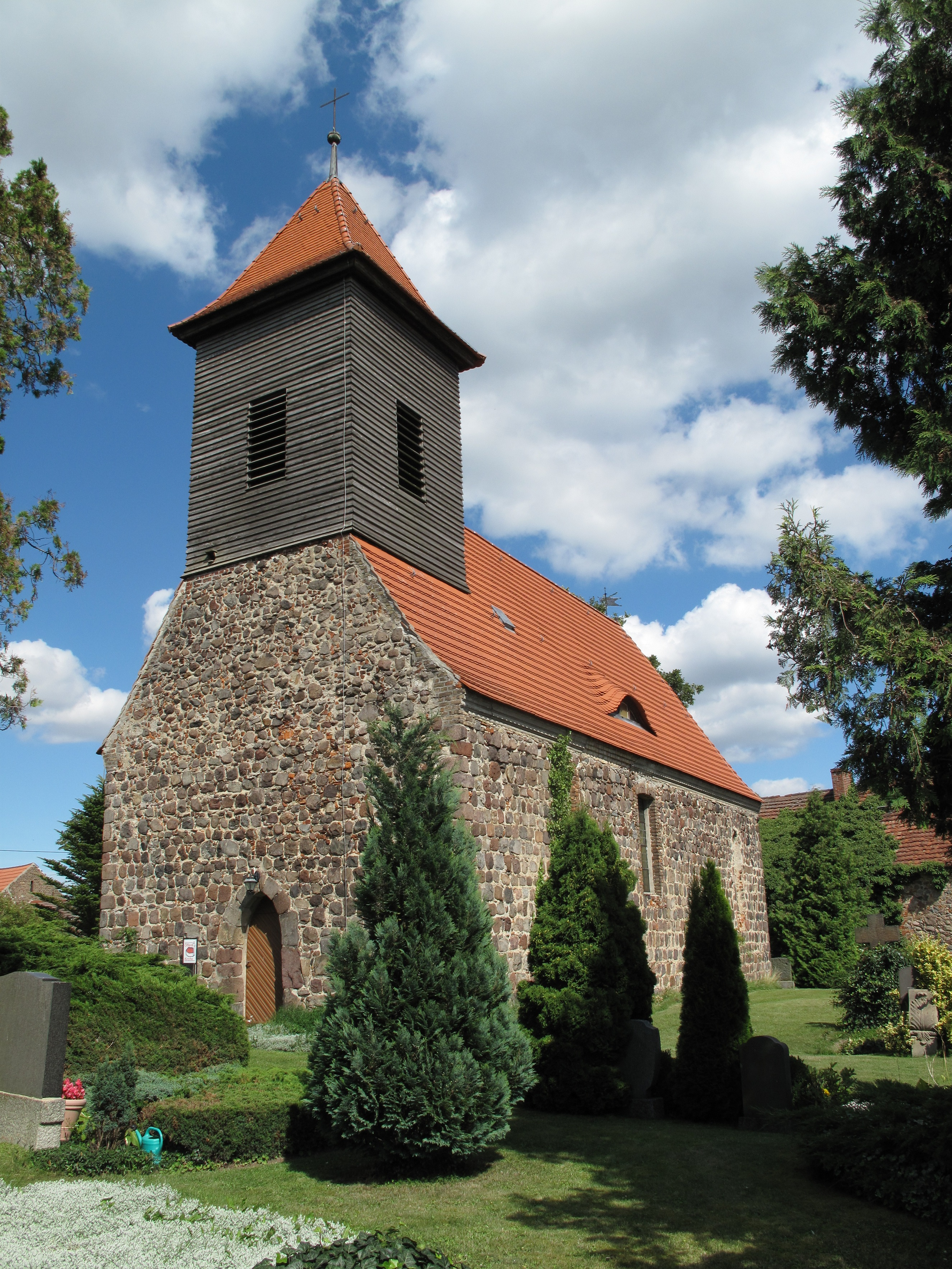
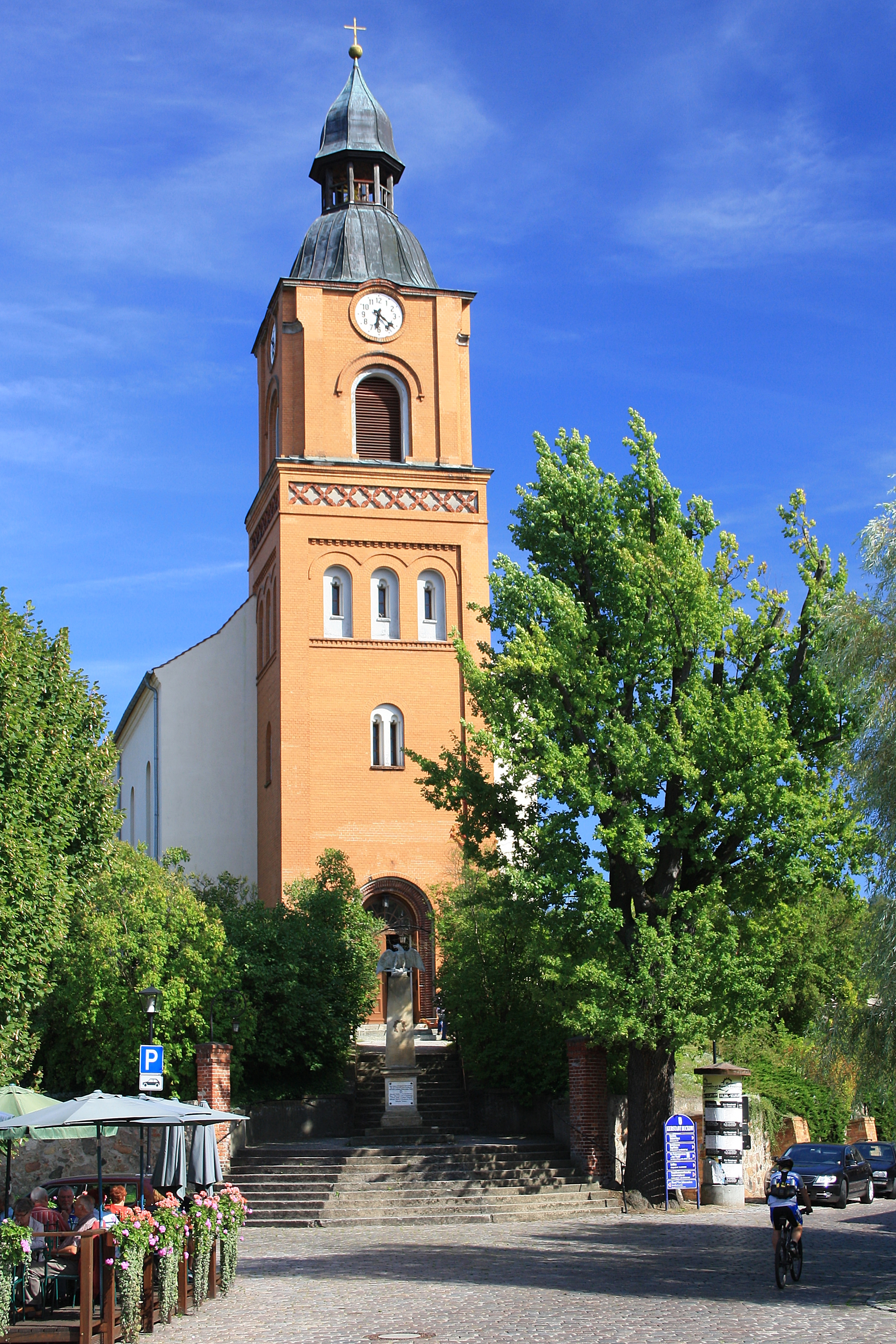
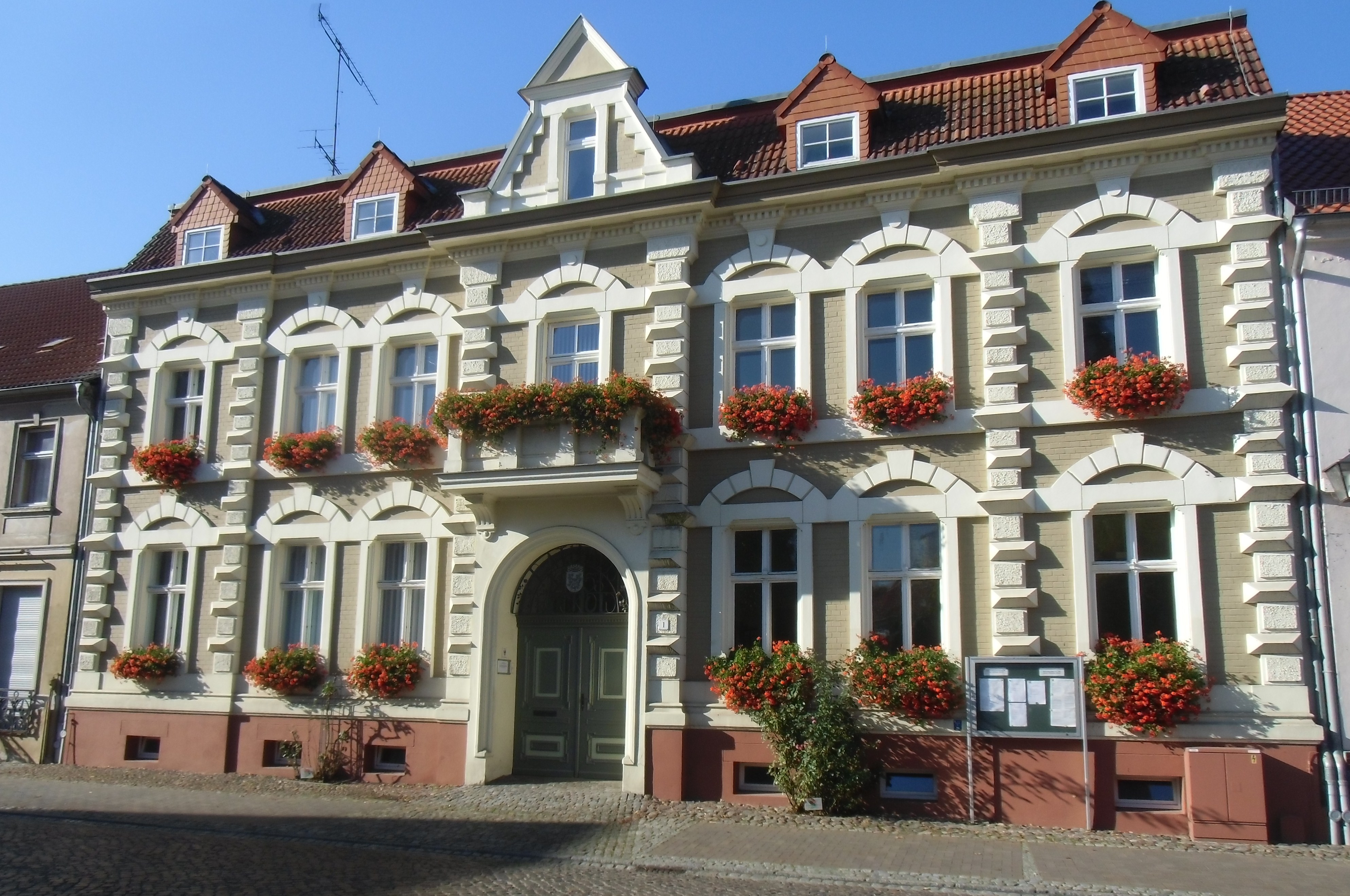